# Атлетико Уила
«Атле́тико Уи́ла» (исп. Club Deportivo Atlético Huila) — колумбийский футбольный клуб из города Нейва. В настоящий момент выступает в Примере B, втором по силе дивизионе страны.

## История
Команда была основана 29 ноября 1990 года, в 1993 году дебютировала в Кубке Мустанга, высшем дивизионе чемпионата Колумбии. За всю историю «Атлетико Уила» лишь однажды вылетала из высшего в дивизиона, проведя сезон 1997 года в «Примере B», но победив в ней и вернувшись в высшую лигу уже на следующий год после вылета, клуб больше никогда не покидал её. Дважды в своей истории клуб становился вторым в чемпионате Колумбии, в весеннем чемпионате 2007 года и осеннем 2009-го.
Дважды «Атлетико Уила» участвовала в южноамериканских кубках. В 1999 году в Кубке КОНМЕБОЛ она проиграла в первом же раунде бразильскому «Сан-Раймундо». В 2010 году в Южноамериканском кубке клуб выступил более успешно победив в первом раунде венесуэльский «Трухильянос», и проиграв во втором раунде боливийскому «Сан-Хосе Оруро».
В 2020 году «Атлетико Уила» в третий раз в истории выиграла Категорию Примеру B, однако из-за пандемии COVID-19 руководство ДИМАЙОР отменило обмен между высшим и вторым по уровню дивизионами, и по этой причине «Уила» должна остаться в Примере B и на 2021 год. Однако ещё в конце 2020 года стало известно об исключении из числа участников Примеры по финансовым причинам команды «Кукута Депортиво». Несмотря на это, команда из Нейвы всё равно останется во Втором дивизионе, но будет иметь максимальные преференции в 2021 году — команда уже получила право сыграть в стыковых матчах с победителем первой части турнира, а даже в случае поражения получит повторный шанс против клуба, набравшего наибольшее количество очков в сезоне. В итоге «Атлетико Уила» обыграла в двух матчах победителя Апертуры 2021 Примеры B, «Депортес Киндио», и вместе с этой командой была переведена в Кубок Мустанга с чемпионата Финалисасьон 2021.
Домашние матчи команда проводит на стадионе «Гильермо Пласас Альсид», вмещающем 26 тыс. зрителей.

## Титулы и достижения
- Вице-чемпион Колумбии (2): 2007-I, 2009-II
- Победитель Второго дивизиона (Примера B) (3): 1992, 1997, 2020

## Участие в южноамериканских кубках
- Южноамериканский кубок (1):
  - Второй раунд — 2010
- Кубок КОНМЕБОЛ (1):
  - Первый раунд — 1999